# 小倉久寛
小倉 久寛（おぐら ひさひろ、1954年〈昭和29年〉10月26日 - ）は、日本の俳優、声優、ナレーター。身長160cm。体重70kg。血液型はA型。所属事務所はアミューズ。
三重県度会郡紀勢町（現：大紀町）出身。三重県立伊勢高等学校、学習院大学法学部卒業。

## 来歴・人物
紀勢町には多くの小倉姓の家があり、その由来は滋賀県の鈴鹿山脈にある小椋谷の木地師が木材を求めて移住したものと考えられている。久寛の家は江戸時代には木地師を辞めて林業を経営しており、祖父は紀勢本線を利用した石灰の採掘で財を成した。久寛の父は次男だったが、彼が中学の学生の時に実家の跡を継ぐはずだった長男が採掘所の落石事故で死亡したため、大学を出たら家業を継ぐことになった。同志社大学英文科で英文と哲学を学んだ後に家業を手伝うが、勉学への情熱は冷めず、「日本で最難関の試験に挑戦して鍛えたい」という理由で司法試験合格を目指して独りで上京。中央大学の司法試験受験志望者の勉強会「真法会」に入り、そこで懇意になった者達と小さな勉強会を作り1960年から試験に挑み続けるも、2年後にそのメンバーの中で自分だけ不合格になったため帰郷。その後も司法試験に挑み続けるも挑戦から10年目、久寛の中学進学を機にあきらめた。近所からは法律に詳しい人として頼りにされていた。
久寛は幼少時から力道山にあこがれプロレスラーになろうと決意、腹筋運動など毎日トレーニングを行い、鉄下駄を着用していた。腹筋が割れるほどにまでなったが、背が伸びなかった。アントニオ猪木が好きだったという。
1964年東京オリンピックを見て遠藤幸雄に憧れ、中学校で器械体操を始めたが、その時は1年で廃部となったためバレーボールに転向した。
高校では同級生360人中320位という成績だったため、担任教師から「大学受験しても受験料の無駄」とまで言われるが強行、複数の大学を受験する。滑り止めは全て不合格だったが、偶然受験直前に見た参考書と全く同じ英語問題が出題されたことが幸いし、学習院大学に合格する。
入学後、『空手バカ一代』に影響され、空手部に入部（三段を所有）。同時に女性からモテることを期待して陶芸部にも在籍。この時50人の部員中男性はわずか7人という状況であったがモテずにいた。
同大学在学中に中村雅俊主演のテレビドラマ『俺たちの祭』に影響され役者を志し、たまたま『ぴあ』で団員を募集していた「大江戸新喜劇」に入団、そこで知り合った三宅裕司が『スーパー・エキセントリック・シアター』（SET）を旗揚げした際に斎藤洋介らとともに移籍する。大学卒業後、両親に役者希望であると告げられず、一旦は就職するもわずか2か月で退職、役者に専念した。SET草創期は「3畳一間家賃9千円の建物が傾いたアパート住まい」など貧乏暮しを経験するが、1980年代中盤からバラエティ番組を中心にテレビ出演が増え、1986年にはNHK『ヤングスタジオ101』の司会に抜擢（）。1989年には『夢見通りの人々』にて映画初主演を果たす。
1994年、元宝塚歌劇団の速水渓とテレビドラマでの共演がきっかけで結婚。
趣味は陶芸、プロレスやプロ野球の観戦、サクソフォーン（サックス）の演奏など。またエレキギターも得意としている。

## エピソード
- 子供のころ、実年齢より老けて見られていて、高校時代のあだ名は「オッサン」だった。20歳の時に40歳に間違えられたこともあった[5]。今はラサール石井などから「おぐちゃん」と呼ばれたりしている。
- 長年『ペット大集合!ポチたま』や後番組においてラブラドール・レトリバーのまさお君（だいすけ君、まさはる君も含む）にアテレコを担当[9]。
- 夫人には初デート時から「結婚してください」と求婚し続けており、本人曰く「100回以上は言った」とのこと[10]。
- 結婚発表の際にはマスコミから「美女と野獣」などと称された[11]。
- 頭の鉢が大きく、このため、時代劇出演の際の鬘も床山が苦労するほどだという[12]。

## 出演

### テレビドラマ

#### NHK
- 銀河テレビ小説
  - 「独身送別会」（1988年） - 中田 役
- 大河ドラマ
  - 「翔ぶが如く」（1990年） - 伊藤博文 役
  - 「元禄繚乱」（1999年） - 前原宗房 役
  - 「功名が辻」（2006年） - 五藤吉蔵 役
  - 「青天を衝け」（2021年） - 小野善右衛門 役[13]
- ビジネスマン空手道〜お父さんの逆襲!〜（1995年）
- 知恵ちゃんの不思議な手紙（1996年）
- NHK正月時代劇
  - 「風光る剣 -八嶽党秘聞-」（1997年）
- 連続テレビ小説
  - 「ほんまもん」（2001年） - 青田医師 役
  - 「天花」（2004年） - 斉藤登 役一
  - 「わかば」（2005年） - 矢島義夫 役
  - 「瞳」（2008年） - 中根誠 役
  - 「梅ちゃん先生」（2012年） - 島津邦夫 役
  - 「らんまん」 (2023年) - 中尾 役
- 水曜シリーズドラマ
  - 「新・花へんろ」（1997年） - 番頭・久助 役
- 土曜ドラマ
  - 「スズキさんの休息と遍歴」（1997年）
- 死者からの手紙（2001年、BShi） - 田中修一 役
- 月曜ドラマシリーズ
  - 「風子のラーメン」（2003年） - 朝日奈課長 役
- よるドラシリーズ
  - 「どんまい!」第4週最終話（2005年） - 大村の同級生 役
- マサさんがゆく～三重・志摩編～（2007年、NHK名古屋制作）
- 土曜時代劇
  - 「オトコマエ!」（2009年） - 金太郎 役
- ドラマ10
  - 「つるかめ助産院～南の島から～」（2012年） - 沢本夕也 役
  - 「正直不動産2」（2024年1月16日、NHK総合・NHK BSプレミアム4K） - 坂上一郎 役
- 恋の三陸 列車コンで行こう!（2016年）
- 大岡越前第4期第4話「万病治した孝行娘」（2018年） - 太吉 役
- 盤上の向日葵（2019年） ‐ 江波和平 役

#### 日本テレビ
- ギャグパラダイス!俺たちにカギはない（1986年）
- なんて素敵にジャパネスク（1986年）
- 土曜スーパースペシャル
  - 「キャッツ・アイ」（1988年） - 神谷真人 役
- 水曜グランドロマン
  - 「熱中時代スペシャル 三年五組の叛乱」（1988年） - 窃盗犯 役
- 土曜グランド劇場
  - 「明日はアタシの風が吹く」（1989年）
- シャボン玉の消えた日（1989年） - 谷啓 役
- 西遊記（1994年） - 猪八戒 役
- 金田一少年の事件簿（1995年） - 仙田猿彦 役
- 竜馬におまかせ! 第11話（1996年） - 西郷隆盛 役
- 火曜サスペンス劇場
  - 「小京都ミステリー」第18作「加賀百万石殺人事件」（1996年）- 加藤警部補 役
  - 「追跡」第5作（1999年）- 岡本良夫 役
  - 「軽井沢ミステリー」第2作「風立ちぬ」（2002年）- 相馬健二 役
  - 「当番弁護士・北条桜子」（2005年） - 岡島大介 役
- (秘)恋愛ドラマ Suite Rooms（1998年）
- 平成ミステリー事件簿「御陽気三警官春」（1999年）
- 土曜ドラマ
  - 「ぼくの魔法使い」（2003年） - 大村拓也 役
- ラストプレゼント 娘と生きる最後の夏 第3話（2004年） - 伊藤 役
- 地獄少女（2006年） - 輪入道 役
- 愛の流刑地（2007年） - 井沢春男 役
- the波乗りレストラン 第7話、第10話、第12話、第14話、第15話、第19話、第25話、第27話、第29話（2008年） - 西野社長 役

#### TBS
- 冗談ストリート（1985年）
- 金曜ドラマ
  - 「親子万才」（1987年） - 三吉 役
  - 「ずっとあなたが好きだった」（1992年） - 不動産屋の主人 役
- ドラマのように『愛してる…』（1987年）
- ラジオびんびん物語 第2話（1987年）
- 哀しみの吸血鬼（1987年）
- 水曜ドラマ
  - 「あなたもスターになりますか」第6話（1987年） - 小倉久寛 役（本人役）
- 剛田探偵物語 おいしそうな死体（1987年）
- 親子ウォーズ（1988年）
- ドラマ23
  - 「さまざまな夜」（1988年）
  - 「さまざまな夜2」（1988年） - 声の出演
  - 「私、オトナになります」（1899年）
  - 「さまざまな夜3」（1989年） - 主演
- 週末にラブソング（1988年）
- ボクの乙女ちっく殺人事件（1988年）
- 東芝日曜劇場 ⇒ 日曜劇場
  - 「恋愛できない症候群」（1988年）
  - 「かの姫は来たり」（1991年、RKB毎日放送制作）
  - 「ニセコ・銀世界」（1992年、北海道放送制作）
- 愛し方がわからない（1989年） - 尾崎照彦 役
- ドラマチック22
  - 「悪魔をやっつけろ!」（1990年）
- 三宅裕司・SETの怪傑黄金時間隊 宇宙がさけんでいる－あなたも宇宙飛士になりませんか（1990年）
- パラダイスにっぽん（1990年） - 友情出演
- 社長になった若大将（1992年） - 熊田真佐加 役
- 月曜ドラマスペシャル
  - 「東京チャッカリ娘!」（1992年）
  - 「十津川警部シリーズ」第16作『寝台急行「銀河」殺人事件』（1999年）- 若林刑事 役
- 新婚なり!（1995年） - 大和勝利 役
- はなまるマーケット殺人事件（2000年） - 小宮山仙太郎 役
- 月曜ミステリー劇場
  - 「カードGメン・小早川茜」第1作 - 第8作（2000年 - 2005年） - 小早川義伸 役
  - 「十津川警部シリーズ」第23作『終着駅殺人事件』（2001年）- スナック店主 役
  - 「税務調査官・窓際太郎の事件簿」第10作（2003年） - 佐藤達夫 役
  - 「警視庁三係・吉敷竹史シリーズ」第1作・第2作（2004年 - 2006年） - 船田誠 役
- 寺内貫太郎一家2000（2000年） - タメ 役
- 真夏のクリスマス（2000年） - 慎次 役
- 恋する日曜日 第15回（2003年、BS-i） - じい 役
- 愛の劇場
  - 「温泉へ行こう」（2004年） - 横井一夫 役[14]
- 恋うたドラマSP 第1夜「カムフラージュ」（2008年） - 山本健一 役
- ゴッドハンド輝（2009年） - 矢口稔 役
- ハンチョウ〜神南署安積班〜 第13話（2009年） - 望月清作 役
- マイ・ウェイ（2009年、CBC） - 橋本耕作 役
- 水戸黄門 第43部 第16話（2011年） - 高山権之丞 役
- 月曜ゴールデン
  - 「守護神・ボディーガード 進藤輝」（2012年 - 2015年） - 和田漠 役
- ぶっせん（2013年） - 老師 役（友情出演）
- 最高のオヤコ（2016年、毎日放送制作） - 金子弘 役
- 火曜ドラマ
  - 「婚姻届に判を捺しただけですが」（2021年） - 百瀬透 役

#### フジテレビ
- クルクルくりん（1984年） - ヤスダ助手 役
- おヒマなら来てよネ! 第7話（1987年） - 八木プロデューサー 役
- フローズンナイト 凍てつく真夏の夜「大騒動の小さな家」（1989年） - 主演
- いつも誰かに恋してるッ（1990年） - 小谷鉄夫 役
- 花王名人劇場
  - 「うどんのぬくもり」（1990年、関西テレビ制作）
- 日本一のカッ飛び男（1990年）
- 世にも奇妙な物語
  - 「パパは犯罪者」（1991年） - 主演・中田賢次 役
- LOVE あなたに逢いたい 第16回「夢の彼方」（1991年） - 主演
- 金曜ドラマシアター ⇒ 金曜エンタテイメント
  - 「秋の駅」（1993年）
  - 「てなもんや駅長奮闘記」（2002年）
  - 「着物デザイナー 黛涼子の推理紀行」第3作「雪女伝説殺人事件」（2002年） - 勅使河原正臣 役
  - 「浅見光彦シリーズ」第15作、第16作、第21作、第23作 - 第25作、第28作 - 第31作、第38作 - 第40作、第42作、第44作、第46作、第50作、第52作、第53作（2003年 - 2018年） - 藤田克夫編集長 役
  - 「踊る!親分探偵」第1作 - 第2作（2005年 - 2006年） - 横尾克彦 役
  - 「おふくろシリーズ」第17作、最終作（2003年） - 松岡武彦 役
- 花王ファミリースペシャル
  - 「裸の大将放浪記」第69作（1994年） - 佐竹 役
- サザエさん（1995年）
- 鬼平犯科帳 第7シリーズ 第2話（1996年） - 亀吉 役
- とんねるずの本汁でしょう!!「なにわ広告しぐれっ!!」（1997年） - 朝海久寛 役
- 立入禁止!STAFF ONLY stage2「Ｗブッキング」（1997年） - 主演
- 水曜劇場
  - 「恋はあせらず」（1998年） - 福島正史 役
- 美少女H 第20話「死んでもいい」（1998年）
- Vの嵐（1999年） - ナレーション
- バスストップ（2000年） - 平岡由起夫 役
- 整形美人。（2002年） - 早乙女純一 役
- 離婚弁護士 第7話（2004年） - 写真館の店主 役
- 青春★ENERGY
  - 「お台場湾岸テレビ」（2006年） - 小倉社長 役
- プロポーズ大作戦 第9話（2007年） - 安田係長 役
- 山おんな壁おんな 第2話（2007年） - 富永茂雄 役
- モンスターペアレント 第9話（2008年、関西テレビ制作） - 植松省吾 役
- 金曜プレステージ
  - 「親父の一番長い日」（2009年） - 車田辰治 役
  - 「目線」（2012年） - 友情出演
- 金曜プレミアム
  - 「アンダーウェア」（2015年11月13日 - 12月4日、全4話） -  SHIKISHIMA COFEEの店主 役
- おかえり～とこわかの町・伊勢～（2020年1月2日、東海テレビ[注 1]） - 坂本秀雄 役[15]
- 土ドラ
  - 僕の大好きな妻!（2022年6月4日 - 7月23日） - 野村萬坊 役[16]

#### テレビ朝日
- 痛快!婦警候補生やるっきゃないモン!（1987年） - カフェバー「ハスラー」のマスター 役
- さすらい刑事旅情編（1988年） - 原京平巡査 役
- 本当にあった怖い話 第8回「6列5番目のたたり」（1992年）
- 土曜ワイド劇場
  - 「鎖された旅券」（1992年）
  - 「赤と青の殺意」（1993年） - 江木 役
  - 「森村誠一の終着駅シリーズ」第4作「碧の十字架」（1994年） - 遠山刑事 役
  - 「おかしな刑事」第1作 - 第27作（2003年 - 2024年） - 坂下純次 役[17]
  - 「家裁調査官・山ノ坊晃」第1作 - 第2作（2016年 ‐ 2017年） - 芦田誠 役
- 火曜ドラマ
  - 「幽霊女子高生」（1994年、朝日放送制作）
- 金魚のフン（1996年） - 金魚屋 役
- びんぼう同心御用帳 第9話「夢の続き」（1998年） - 利吉 役
- 負け組キックオフ（2002年）
- スカイハイ（2003年） - 四方山大吉 役
- 刑事部屋〜六本木おかしな捜査班〜 第5話（2005年） - 工藤初男 役
- 女刑事みずき〜京都洛西署物語〜（2005年） - 山根均 役
  - 女刑事みずき〜京都洛西署物語〜 第2シリーズ（2007年7月5日 - 9月13日）
  - 女刑事みずきスペシャル（2010年6月24日）
- 相棒 Season4 最終話（2006年） - 轟木一郎太 役
- モップガール 第1話（2007年） - 平松琢巳 役
- コールセンターの恋人 1st call（2009年） - 柳幸一 役
- 王様の家 第6話（2011年、BS朝日） - 村越 役
- 仮面ライダーウィザード（2012年） - 輪島繁 役
- 刑事ゼロ 第8話（2019年） ‐ 金戸直実 役
- ミステリースペシャル
  - 「京都南署鑑識ファイル」第12作（2018年） - 飛松一郎 役
- ランウェイ24（2019年、朝日放送制作） - 淀川 役
- モコミ〜彼女ちょっとヘンだけど〜 第1話・第2話（2021年1月23日 - 30日） - 中井哲也 役

#### テレビ東京
- ハイスクール大脱走（1991年） - 田島毅 役
- 幸せを急がないで 派遣OL恋物語（1992年）
- 奈良・飛鳥 世界遺産の謎〜日本を創った男たち（2000年）
- 女と愛とミステリー
  - 「ご存知『開運!なんでも鑑定団』殺人事件」（2000年） - 是枝肇 役
- 孤独のグルメ Season3 第11話（2013年9月18日） - 大熊秀行 役
- 釣りバカ日誌〜新入社員 浜崎伝助〜 伊勢志摩で大漁! 初めての出張編（2017年） - 岩田源造 役
- 三匹のおっさん3〜正義の味方、みたび!!〜 第3話・最終話（2017年） - 栗田貴一役
- アメリカに負けなかった男〜バカヤロー総理 吉田茂〜（2020年） - 土井登 役
- ウルトラマンZ（2020年） - クリヤマ長官 役[18]

#### WOWOW
- 連続ドラマW
  - 尾根のかなたに～父と息子の日航機墜落事故～ 前編（2012年）
  - 華麗なる一族（2021年） - 大垣市太 役

### 映画
- 紳士同盟（1986年） - 色川幸次郎 役
- 恐怖のヤッちゃん（1987年） - 卑屈な床屋 役
- BU・SU（1987年）
- 夢見通りの人々（1989年） - 主演・里見春太 役※初主演
- 満月のくちづけ（1989年） - 岡田校務員 役
- バトルヒーター（1989年） - 新田満年 役
- 学校（1993年） - 自動車解体工場社長 役
- プロゴルファー 織部金次郎2 〜パーでいいんだ〜（1994年） - 織部銀三郎 役
- あした（1995年） ‐ 山形ケン 役
- 大夜逃 〜夜逃げ屋本舗3〜（1995年） - 浪岡平四郎 役
- ekiden 駅伝（2000年） - 大森 役
- ドッジGO!GO!（2002年） - 芋森隆夫 役
- 恋愛白書（2004年）
- ロード88 出会い路、四国へ（2004年） - 佐藤勇太 役
- 蟬しぐれ（2005年） - 小柳甚兵衛 役
- 逆境ナイン（2005年）
- 大奥（2006年） - 役人 役
- ジーニアス・パーティ（2007年）
- キラー・ヴァージンロード（2009年） - 小倉さん 役
- スイッチを押すとき（2011年9月） - コンビニ店長 役
- LOVE まさお君が行く!（2012年） - ナレーション
- 「わたし」の人生 我が命のタンゴ（2012年） - 市村俊明 役
- 仮面ライダーシリーズ
  - 仮面ライダー×仮面ライダー ウィザード&フォーゼ MOVIE大戦アルティメイタム（2012年） - 輪島繁 役
  - 仮面ライダー×スーパー戦隊×宇宙刑事 スーパーヒーロー大戦Z（2013年）- 輪島繁 役
  - 劇場版 仮面ライダーウィザード in Magic Land（2013年） - 輪島繁 役
  - 仮面ライダー×仮面ライダー 鎧武&ウィザード 天下分け目の戦国MOVIE大合戦（2013年） - 輪島繁 役
- 星籠の海 探偵ミタライの事件簿（2016年）
- 茅ヶ崎物語 〜MY LITTLE HOMETOWN〜（2017年） - ナレーション
- まく子（2019年） - 校長 役
- 空母いぶき（2019年） - 田中俊一 役[19]
- Fukushima 50（2020年） - 矢野浩太（福島第一原発 第3班当直長） 役
- 千夜、一夜（2022年） - 入江春弼 役

### 舞台
- 君となら〜Nobody Else But You（1997年、PARCO劇場）
- 音楽朗読劇「イキヌクキセキ〜十年目の願い〜」（2013年4月10日 - 13日、東京グローブ座）
- 恋と音楽 FINAL〜時間劇場の奇跡〜（2016年2月、パルコ劇場） - 30年後の修司 役[20]
- ミュージカル『狸御殿』（2016年） - 餅月満太夫 役[21]
- Song Storytelling in BAROOM『星の王子さま Le Petit Prince 〜きみとぼく〜』（2024年3月17日、BAROOM） - 王子 役[22]

### テレビアニメ
- 電光石火バットマン（1990年、テレビ東京） - ロビン 役
- おじゃる丸（1999年、NHK Eテレ） - 木下 役[23]
- レレレの天才バカボン（1999年、テレビ東京） - バカボンのパパ  役[24]
- 十兵衛ちゃん -ラブリー眼帯の秘密-（1999年、テレビ東京） - 初代柳生十兵衛 役
- 地獄少女 二籠（2006年、アニマックス他） - ナレーション[25]
- 闇芝居 第4期 第1話（2017年、テレビ東京） - 語り
- 深夜!天才バカボン（2018年、テレビ東京） - 小倉パパ 役

### 吹き替え
- サブリナ（1996年 - 2003年） - セーレム・セーブルヘーゲン 役
- チキンラン（2001年、ドリームワークス） - ファウラー 役
- ブレイブ・リトル・トースターシリーズ（ブエナビスタ ホーム エンターテイメント） - 掃除機のカービー 役
  - ブレイブ・リトル・トースター
  - ブレイブ・リトル・トースター レスキュー大作戦!
  - ブレイブ・リトル・トースター 火星へ行こう!
- 美女と野獣（2017年） - コグスワース 役[26]

### ナレーション
- しぜんとあそぼ「かいそうの森」（NHK Eテレ）
- 世界ふれあい街歩き（NHK）
- ペット大集合!ポチたま（2000年 - 2010年、テレビ東京）
- いまどき!ごはん（2004年 - 2007年、テレビ朝日）
- 痛快!ビッグダディ（2006年 - 2013年、テレビ朝日）
- 伊東家の食卓「教科書にのらないウラ昭和史」（2006年10月 - 2007年3月、日本テレビ）
- にっぽん紀行（2009年9月24日、NHK総合） - 案内人・ナレーション
- 日曜ビッグバラエティ（2010年、テレビ東京）
- ポチたまペットの旅（2010年4月 - 2019年3月26日、テレビ東京・BSジャパン）
  - ポチたま『バイバイ3代目旅犬まさはる君！笑ってありがとうSP』名珍場面大放出！（2023年5月6日） - 犬山イヌコ、松本秀樹と共に顔出し出演
- 解禁!(秘)ストーリー 〜知られざる真実〜（2010年10月 - 2011年3月 TBS）
- NHKスペシャル「神の数式」（2013 NHK総合）
- 今昔!古地図東京巡り（2013年2月17日、2013年12月22日、BS-TBS）
- イチから住 〜前略、移住しました〜（2015年4月12日 - 2018年9月23日、テレビ朝日）
- 世界一周 魅惑の鉄道紀行（2016年4月18日 - 、BS-TBS） - コンシェルジュ（不定期）
- 土曜スペシャル 東MAXの山麓ぐるり1周旅（2018年12月1日、テレビ東京）
- BSフジサンデースペシャル「ローカル線でめぐる冬の旬旅 えちごトキめき鉄道」（2022年2月13日、BSフジ）[27]

### ラジオ
- 三宅裕司のヤングパラダイス（1984年2月6日 - 1990年3月29日、ニッポン放送）[1]
- 小倉久寛のオグラでオグラだ!（1986年 - 1988年、ニッポン放送）[1]
- 青春コール東京ハラギャーテーズ（1990年、ニッポン放送）
- 三宅裕司のサンデーヒットパラダイス（ニッポン放送） 
  - 2011年7月31日・11月6日 - パーソナリティの三宅裕司がヘルニア手術等で休養・欠席に伴う代行
  - 2018年7月22日・29日・8月5日 - パーソナリティの三宅裕司が前立腺肥大症の診断を受け、その治療等で休養・欠席に伴う代行
  - 2019年1月6日・13日 - パーソナリティの三宅裕司が左大腿骨転子部骨折による手術等で休養・欠席に伴う代行
- 明日への伝言板（2009年10月 - 2010年3月、2010年10月 - 2011年3月 KBCラジオ・RKBラジオ・CROSS FM）

### バラエティ
- サザンの勝手にナイトあっ!う○こついてる（1984年4月3日 -9月、日本テレビ）
- いい加減にします!（1984年10月6日 - 1985年3月30日、日本テレビ）
- 三宅裕司じゃん!（1985年4月7日 - 6月30日、日本テレビ）
- 大きなお世話だ（1985年7月1日 - 1986年1月28日、日本テレビ）
- ヤングスタジオ101（1986年4月 - 1987年3月、NHK総合） - 司会
- 森田一義アワー 笑っていいとも!（1987年10月 - 1989年3月、フジテレビ） - 木曜日レギュラー…『クイズ・サックスは最高』出題者
- ウッチャンナンチャンの誰かがやらねば!（1990年4月19日 - 9月20日、フジテレビ）
- ウッチャンナンチャンのやるならやらねば!（1990年10月13日 - 1993年6月26日、フジテレビ）
- ミチコ・オグラの見るがいいわ（1991年10月 - 1992年3月、日本テレビ）
- ぶらり途中下車の旅(日本テレビ）
- バリキン7 賢者の戦略（TBS）
- 美の巨人たち（テレビ東京系）
- ピアブーランド（2002年7月2日 - 2005年3月19日、キッズステーション）  - オグオグ 役
- 趣味悠々「石川鷹彦のもう一度はじめよう!フォークギター再入門」（2009年4月 - NHK Eテレ）
- コントの劇場 〜The Actors' Comedy〜（2013年4月26日 - 2015年3月、NHKBSプレミアム）

### CM
- 伊藤ハム
- ポーラフーズ『クールボイスキャンディ』
- 日清食品
- 東芝『なるほど東芝』

### 人形劇
- 加トちゃんケンちゃん ファンタジーワールド『シンドバットの冒険』（1989年1月3日、TBS） - モジャ・小倉 役
- 西遊記外伝モンキーパーマ2（2014年4月 - 6月、JAITS） - 親玉妖怪・閻魔体毛 役

### 連載
- 「おぐちゃんの野球大好き!」（読売新聞三重県版〔伊賀版除く〕に2014年4月から掲載）

## CD
- こいぬのうんち（2003年10月1日リリース）  - 三宅祐司プロデュース。ピアブーランドで歌のコーナーで紹介されていた。
- 小市民・小市民2・AWAN AWAN!! - 嘉門達夫の曲でゲストとして参加。
- 祭囃子〜ゲームトリビュート - オープニングにて語りとして参加。
- Let's try again（2011年5月25日リリース） - チーム・アミューズ!!として参加。